# جنگ فوتبال
جنگ فوتبال (اسپانیایی: La guerra del fútbol‎) جنگ مختصری بود که در سال ۱۹۶۹ میان السالوادور و هندوراس رخ داد. تنش‌های موجود میان دو کشور با شورشی در مسابقات انتخابی جام جهانی ۱۹۷۰ همزمان شد. جنگ در ۱۴ ژوئیه ۱۹۶۹ با حمله ارتش السالوادور به هندوراس آغاز شد. سازمان کشورهای آمریکایی مذاکرات آتش‌بس را در شب ۱۸ ژوئیه آغاز کرد و در ۲۰ ژوئیه آتش‌بس برقرار شد. نیروهای السالوادوری در اوایل اوت عقب‌نشینی کردند.

## زمینه
با وجود نامگذاری این جنگ، دلایلی عمیق‌تر از فوتبال برای آن وجود دارد. ریشه‌های آن در اصلاحات ارضی در هندوراس و مشکلات مهاجرتی و جمعیتی در السالوادور بود. مساحت هندوراس بیش از پنج برابر السالوادور است، ولی در سال ۱۹۶۹ جمعیت السالوادور حدود ۴۰٪ بیشتر از هندوراس بود. از آغاز سدهٔ بیستم شمار زیادی از مردم السالوادور به هندوراس مهاجرت کردند و در سال ۱۹۶۹ بیش از ۳۰۰ هزار السالوادوری در هندوراس زندگی می‌کردند.
مانند بسیاری از کشورهای آمریکای مرکزی در هندوراس نیز مالکان و شرکت‌های سهامی بزرگ بخش عمدهٔ زمین‌های کشاورزی را در اختیار داشتند. شرکت یونایتد فروت مالک ۱۰٪ زمین‌ها بود و مالکان متوسط توان رقابت با آن را نداشتند. در سال ۱۹۶۶ یونایتد فروت با چند شرکت بزرگ دیگر متحد شد و فدراسیون ملی کشاورزان و دامداران هندوراس را ایجاد کردند. فدراسیون ضد دهقانان و ضد السالوادوری‌ها بود و اسوالدو لوپز آریانو رئیس‌جمهور هندوراس را تحت فشار قرار داد تا از حقوق مالکیتی زمین‌داران ثروتمند دفاع کند.
هندوراس در سال ۱۹۶۲ قانون اصلاحات ارضی جدید را به اجرا گذاشت. این قانون از سال ۱۹۶۷ اجباری شد و بیشتر زمین‌هایی که به صورت غیرقانونی به تصرف مهاجران السالوادوری درآمده‌بود در اختیار دولت مرکزی و فرمانداران قرار داد تا دوباره میان بومیان هندوراس توزیع کند. زمین‌ها بدون توجه به ادعاهای مالکیت یا وضعیت مهاجرت، از کشاورزان مهاجر گرفته شد. این امر مشکلاتی برای السالوادوری‌ها و هندوراسی‌هایی که با هم ازدواج کرده‌بود، پدید آورد. هزاران کارگر السالوادوری از هندوراس اخراج شدند. افزایش تنش‌ها منجر به درگیری نظامی شد.

## نقش فوتبال
در ژوئن ۱۹۶۹ هندوراس و السالوادور در مسابقات انتخابی جام جهانی ۱۹۷۰ به صورت رفت و برگشت با هم مسابقه دادند. در نخستین بازی که در ۱۵ ژوئن در تگوسیگالپا پایتخت هندوراس برگزار شد و میزبان با یک گل به پیروزی رسید، درگیری‌هایی میان هواداران اتفاق داد. در بازی دوم که در سان سالوادور برگزار شد و السالوادور ۳–۰ پیروز شد، خشونت‌ها بیشتر شد. با تساوی دو تیم پس از دو بازی، قرار شد بازی سوم در ۲۷ ژوئن در مکزیکوسیتی برگزار شود. در همین روز، السالوادور روابط دیپلماتیک خود با هندوراس را قطع و بیان کرد در ده روز پس از بازی در السالوادور، ۱۱۰۰۰ السالوادور وادار به خروج از هندوراس شده‌اند. السالوادور اعلام کرد با توجه به این که «هندوراس هیچ عملی برای جلوگیری از کشتار، ستم، تجاور، غارتگری و اخراج انبوه السالوادوری‌ها انجام نداده‌است» دلیلی برای حفظ روابط وجود ندارد. السالوادور در بازی سوم در وقت اضافه با نتیجه ۳–۲ به پیروزی رسید.

## جنگ

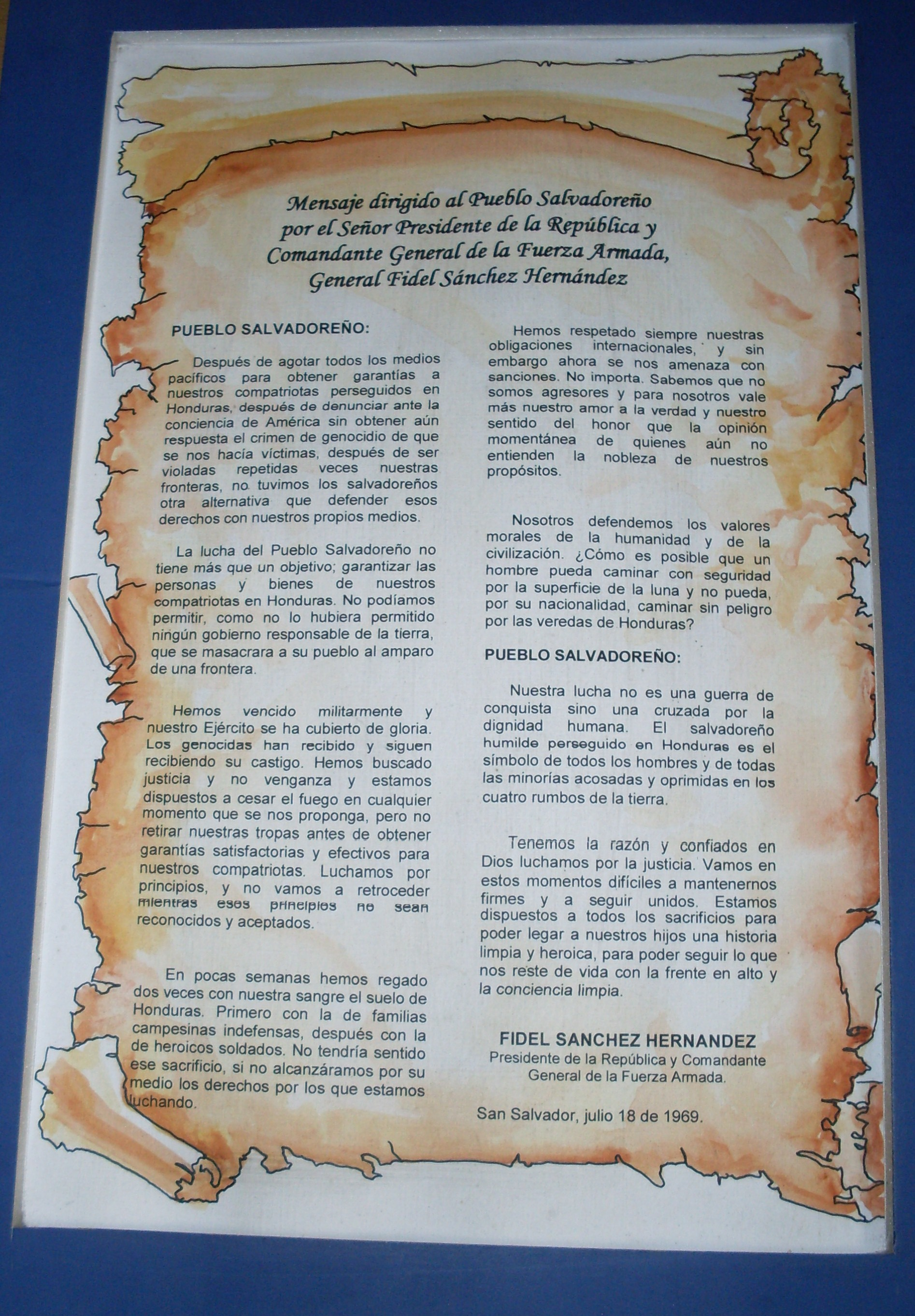
چکیده ای پیرامون جنگ فوتبال

در اواخر بعد از ظهر ۱۴ ژوئیهٔ ۱۹۶۹ حملهٔ نظامی آغاز شد. نیروی هوایی السالوادور با هواپیماهای غیرنظامی که مجهز به مواد منفجره شده‌بودند، به اهدافی در هندوراس از جمله فرودگاه بین‌المللی تونکنتین حمله کرد. حمله به این فرودگاه منجر به ناتوانی نیروی هوایی هندوراس در انجام واکنش سریع شد. نیروی زمینی السالوادور نیز از دو جادهٔ ارتباطی اصلی میان دو کشور به سوی هندوراس یورش برد. آناستاسیو سوموزا حاکم نیکاراگوئه با ارسال سلاح و مهمات از هندوراس حمایت کرد.
در ابتدا پیشرفت ارتش السالوادور سریع بود؛ ولی نیروی هوایی هندوراس با حمله به پایگاه هوایی ایلوپانگو واکنش نشان داد. نخستین حملات بمب‌افکن‌های هندوراس در صبح ۱۶ ژوئیه انجام شد. بمب‌افکن‌ها دستور داشتند به بندر اکاجوتلا که مقر اصلی تأسیسات نفتی السالوادور بود، حمله کنند.

## آتش‌بس
دولت هندوراس که نگران حملهٔ السالوادور به پایتخت بود، از سازمان کشورهای آمریکایی درخواست مداخله کرد. سازمان در ۱۸ ژوئیه جلسهٔ فوری برگزار کرد و درخواست آتش‌بس فوری و عقب‌نشینی نیروهای السالوادور از هندوراس کرد. السالوادور چند روز در برابر فشار سازمان مقاومت کرد و درخواست کرد ابتدا هندوراس غرامتی بابت حمله به شهروندان السالوادوری بپردازد و امنیت السالوادوری‌های باقیمانده در هندوراس را تضمین کند. آتش‌بس از ۲۰ ژوئیه به مورد اجرا درآمد؛ ولی السالوادور تا ۲ اوت برخواسته‌های خود پافشاری می‌کرد. در نهایت با افزایش فشارها السالوادور در روزهای نخست اوت با عقب‌نشینی موافقت کرد. تحریم‌های اقتصادی احتمالی سازمان و اعزام ناظران سازمان به هندوراس برای نظارت بر امنیت السالوادوری‌های مانده در این کشور از جمله فشارهای وارد بر السالوادور بود. جنگ واقعی تنها چهار روز طول کشید؛ ولی فرایند دستیابی به صلح بیش از یک دهه به طول انجامید.

## عقب‌نشینی
السالوادور در ۲ اوت ۱۹۶۹ نیروهای خود را عقب کشید. در همین روز، هندوراس به فیدل سانچز هرناندز رئیس‌جمهور السالوادور تضمین داد امنیت کافی برای السالوادوری‌های ساکن در هندوراس فراهم شود. سانچز درخواست پرداخت غرامت به شهروندان السالوادوری نیز داشت؛ ولی مورد موافقت هندوراس قرار نگرفت.

## نتایج
دو طرف جنگ دچار تلفات سنگینی شدند. حدود ۳۰۰ هزار السالوادوری آواره شدند. بسیاری از آنها از هندوراس اخراج شده‌بودند و در السالوادور نیز حکومت تمایلی به ورود آنها نداشت. در چند سال بعد، السالوادوری‌های بیشتری به وطن خود بازگشتند که منجر به سرریز جمعیت و فقر شدید شد.
در السالوادور حدود ۹۰۰ نفر که بیشتر غیرنظامی بودند، کشته شدند. هندوراس ۲۵۰ نظامی و بیش از ۲۰۰۰ غیرنظامی را از دست داد. تجارت میان دو کشور به میزان زیادی کاهش یافت و مرز به صورت رسمی بسته شد.
در هر دو کشور قدرت سیاسی ارتش افزایش یافت. در انتخابات مجلس السالوادور، عمدهٔ نامزدهای حزب آشتی ملی درجه‌داران ارتش بودند. به دلیل ناتوانی دولت السالوادور در تأمین نیازهای شهروندان اخراج شده از هندوراس، وضعیت اجتماعی این کشور بدتر شد. ناآرامی اجتماعی در نهایت منجر به جنگ داخلی السالوادور شد.

## پیامدها
در جام جهانی، السالوادور در هر سه بازی مرحلهٔ گروهی شکست خورد و حذف شد.
یازده سال پس از جنگ، دو کشور در ۳۰ اکتبر ۱۹۸۰ پیمان صلحی در لیما امضا کردند و توافق کردند اختلافات مرزی بر سر خلیج فونسکا و پنج بخش مرز خشکی را از طریق دیوان بین‌المللی دادگستری حل‌وفصل کنند. دادگاه در سال ۱۹۹۲ بیشتر مناطق مورد مناقشه را به هندوراس داد و در سال ۱۹۹۸ هندوراس و السالوادور پیمان علامت‌گذاری مرزی را برای اجرای حکم دادگاه امضا کردند. حدود ۳۷۵ کیلومتر مربع از مناطق مورد مناقشه به هندوراس رسید. در خلیج فونسکا جزیرهٔ ال تیگره به هندوراس و جزیره‌های مئانگرا و مئانگریتا به السالوادور داده شد.